# Kniha Micheáš
Kniha Micheáš (zkratka Mi, hebrejsky מיכה Micha) je starozákonní prorockou knihou. Tradicí je kniha připisována izraelskému prorokovi Micheášovi, který působil ve stejné době, jako Izajáš a Ozeáš. Kniha má povzbudit v dobách bojů s asyrskou velmocí, vyjadřuje hrozby i zaslíbení a naději v příchod Mesiáše.
Biblická kritika nicméně ukázala, že text knihy je složen z mnoha vrstev, které pocházejí z rozmezí 8. až 3. stol. př. n. l.